# Parrya schugnana
Parrya schugnana är en korsblommig växtart som beskrevs av Sergej Julievitsch Lipschitz. Parrya schugnana ingår i släktet Parrya och familjen korsblommiga växter. Inga underarter finns listade i Catalogue of Life.